# Ърбеле
Ърбеле, още Ърбели или Орбеле (изписване до 1945 година: Ѫрбеле; на албански: Herbel или Herbeli), е село в Република Албания, община Дебър, административна област Дебър.

## География
Селото е разположено в историкогеографската област Поле в западното подножие на планината Дешат. В селото е открит Орбелският триод – среднобългарски книжовен паметник от XIII век. Халветийското теке, Ташкомарковата къща и църквата „Преображение Господне“ в селото са обявени за културни паметници на Албания.

## История

### В Османската империя
Според османско преброяване от 1467 година в Харбил има 5 домакинства.
В XIX век Ърбеле е смесено българо-торбешко село в Дебърска каза на Османската империя. В „Етнография на вилаетите Адрианопол, Монастир и Салоника“, издадена в Константинопол в 1878 година и отразяваща статистиката на населението от 1873 година Ърбели (Arbeli) е посочено като село със 110 домакинства с 226 жители българи и 171 жители помаци. Според статистиката на Васил Кънчов („Македония. Етнография и статистика“) в Орбеле (Ърбели) живеят 75 души българи християни и 125 души българи мохамедани, като българите мохамедани (торбешите) са в процес на поалбанчване:
| „ | Жителите на селата Острени (Големо и Мало), Търново (Големо и Мало), Кленье, Летен, Джепища, Ърбеле, Обоки, Макелари и др. предпочитат да се казват арнаути и да говорят арнаутски. | “ |

На Етнографската карта на Битолския вилает на Картографския институт в София от 1901 година Арбел е смесено село българи, помаци, албанци и турци в Дебърската каза на Дебърския санджак с 41 къщи.
По данни на Екзархията в края на XIX век в Ърбеле има 38 православни къщи със 190 души жители българи. По данни на секретаря на екзархията Димитър Мишев („La Macédoine et sa Population Chrétienne“) в 1905 година в Ърбеле (Arbélé) има 224 българи екзархисти и в селото функционира българско училище.
Свещениците в селото традицонно са от рода Поповци, преселен около 1800 година от пешкопийското село Старавец. Последен екзархийски архиерейски наместник в Ърбеле до 1912 година е Аврам Поповски, който обслужва селата Кърчища, Деолани, Обоки и Граждани, а след смъртта на поп Алекси от Макелари и това село.
В началото на века албанският род Муревци завзема насилствено почти половината от землището на селото, кара селяните да им построят кули и няколко къщи ангария. След Младотурската революция в 1908 година и обезоръжителната акция през лятото на 1910 година Муревци продават на селяните заграбеното и се връщат в Малесията отвъд Дрин.
В 1909 година солунският търговец Спиро Тр. Бояджиев подарява на училището в Ърбеле абонамент за вестник „Дебърски глас“.
В 1911 година селото е нападнато от чета на Елес Даут Мурески.
Според статистика на вестник „Дебърски глас“ в 1911 година в Ърбеле има 35 български екзархийски и 18 албански мюсюлмански къщи. Според Георги Трайчев през 1911/1912 година в Ѫрбеле има 38 български къщи със 190 жители, като фунцкионират църква и училище.
При избухването на Балканската война в 1912 година 10 души от Ърбеле са доброволци в Македоно-одринското опълчение. След войната в 1913 година селото попада в новосъздадена Албания.

### В Албания
В рапорт на Павел Христов, главен български учител в Албания, и Григор Ошавков от 28 януари 1914 година се посочва, че Ърбеле е село с 13 български къщи. В селото е запазено българското училище, функциониращо до 1912 година и обслужващо и децата от съседното село Деоляни. Двамата, с помощта на мюдюра в Макелари Дине бей и каймакама на Долни Дебър Садък бей, спомагат за завръщането на трима бежанци от селото, избягали на сръбска територия при албанските размирици от септември 1913 година.
В 1915 година, по време на Първата световна война, селото е анексирано от Царство България. Към 1 март 1916 година Ѫрбеле е част от Ърбелската община на българската Дебърска околия.
През Първата световна война австро-унгарските военни власти провеждат преброяване в 1916 – 1918 година в окупираните от тях части на Албания и Ърбеле е регистрирано като село със 74 албанци, 136 други, 3 цигани, а религиозният състав е 77 мюсюлмани и 136 православни християни. Езиковедите Клаус Щайнке и Джелал Юли смятат резултатите от преброяването за точни.
В рапорт на Сребрен Поппетров, главен инспектор-организатор на църковно-училищното дело на българите в Албания, от 1930 година Ърбеле е отбелязано като село с 60 къщи, като половината са на православни българи. В селото е била запазена още и черквата.
В 1939 година Андрея Пепов от името на 15 български къщи в Ърбеле подписва Молбата на македонски българи до царица Йоанна, с която се иска нейната намеса за защита на българщината в Албания – по това време италиански протекторат.
В началото на XXI век езиковедите Клаус Щайнке и Джелал Юли провеждат теренно изследване сред описваните в литературата в миналото като славяноговорещи селища в Албания. Те констатират, че за разлика от Голо бърдо, в община Макелари няма славяноговорещи мюсюлмани, а православните славяноговорещи са само в Ърбеле и Горно Кърчища, като в Ърбеле са 6 семейства в три големи рода от около по 20 души.
До 2015 година селото е част от община Макелари.

## Личности
Родени в Ърбеле
- Ангел Дуков (1892 – 1913), македоно-одрински опълченец, зидар, 3 рота на 1 дебърска дружина, загинал в Междусъюзническата война на 18 юни 1913 година[21]
- Андрея Дуков (1894 – ?), македоно-одрински опълченец, зидар, 3 рота на 1 дебърска дружина[22]
- Антим Христов (1894 – ?), македоно-одрински опълченец, майстор, 4 рота на 1 дебърска дружина[23]
- Баковци, български строителен род[24]
- Блаже Алексов, македоно-одрински опълченец, 40-годишен, предприемач, Нестроева рота на 1 дебърска дружина[25]
- Бошко Негриов (1887 – ?), македоно-одрински опълченец, дюлгер, Нестроева рота на 1 дебърска дружина[26]
- Гавраил Спиров (Гаврил), македоно-одрински опълченец, дюлгер, 3 рота на 1 дебърска дружина[27]
- Кръстьо Алексов (1877 – ?), български революционер, войвода на ВМОРО
- Кръстьо (Кръстю) Костов Баковски (1894 – 1987), македоно-одрински опълченец, майстор зидар, 4 рота на 1 дебърска дружина,[28] председател на Дебърската секция на Македонското културно-просветно дружество „Гоце Делчев“ в София[29]
- Никола Н. Божинов (1867 – ?), македоно-одрински опълченец, дюлгерин, Продоволствен транспорт на МОО[30]
- Павел Спасов (Павле, 1872 – ?), македоно-одрински опълченец, дюлгер, Нестроева рота на 1 дебърска дружина[31]
- Цвятко Апостолов, македоно-одрински опълченец, 17 (18)-годишен, зидар, 4 рота на 1 дебърска дружина[32]